# Жировские источники
Жировские источники — минеральные источники на полуострове Камчатка, на реке Жировой.
Расположены в среднем течении реки Жировой в 10 км от берега океана, у подножия скалистого обрыва. Всего здесь имеется несколько крупных и множество мелких грифонов с температурой воды до 99 °C.
Дебит источников — 30 л/с, минерализация— 0,63 г/л; кремниевой кислоты — 0,166 г/л. Эти сероводородные, сульфатно-гидрокарбонатно-кальциево-натриевые термальные воды.
Воды терм являются лечебными.